# Juzhen (socken i Kina)
Juzhen (kinesiska: 莒镇乡, 莒镇) är en socken i Kina. Den ligger i provinsen Shandong, i den östra delen av landet, omkring 47 kilometer väster om provinshuvudstaden Jinan. Antalet invånare är 23 886. Befolkningen består av 11 882 kvinnor och 12 004 män. Barn under 15 år utgör 16,0 %, vuxna 15-64 år 73 %, och äldre över 65 år 10,0 %.
Genomsnittlig årsnederbörd är 818 millimeter. Den regnigaste månaden är juli, med i genomsnitt 297 mm nederbörd, och den torraste är januari, med 5 mm nederbörd.